# Evo (banda)
Evo es un grupo español de heavy metal formado en Barcelona en 1981.

## Historia
Evo se formó en el barrio barcelonés de El Clot, en enero de 1981, con una formación atípica para el rock duro, presentando una cantante femenina (Carmen García Díez), además de Richard (guitarra), Ramón Solà (batería), y Pedro Bruque (bajo), llegando a ser, este último, uno de los músicos españoles más prolíficos y conocidos de la escena heavy ibérica.
Tras dos álbumes para EMI, el exitoso "Animal de ciudad" (1983) y "Duración de lo eterno" (1985), Evo se separan.
En 2009 el grupo se vuelve a juntar, y ya en 2011 lanzan su tercer disco, titulado "Puta pasta".

## Discografía
- Animal de ciudad (31 de octubre de 1983)
- Duración de lo eterno (1985)
- Puta pasta (2011)